# 海洋研究开发机构

机构标志

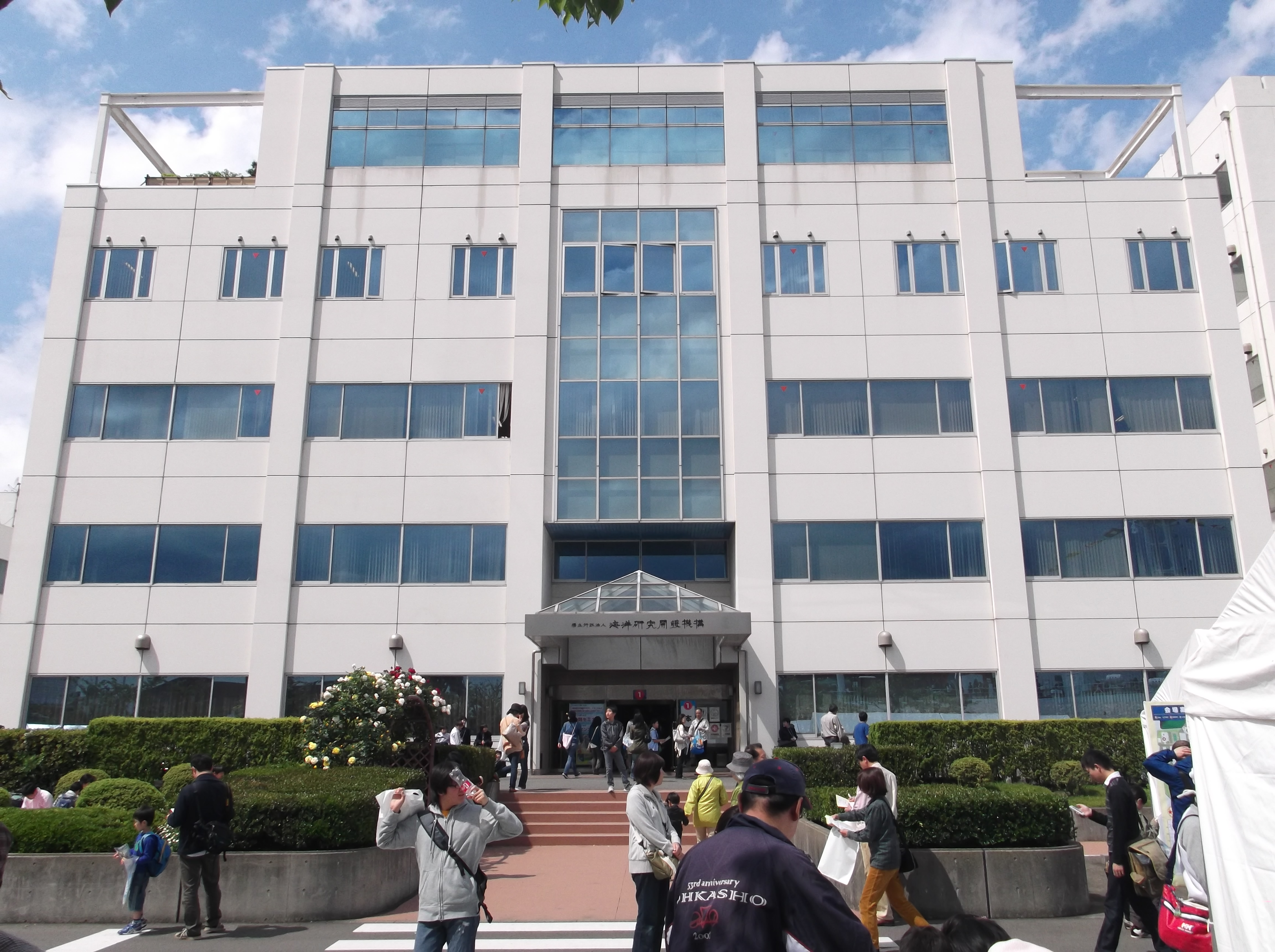
海洋研究开发机构本部（2012年）

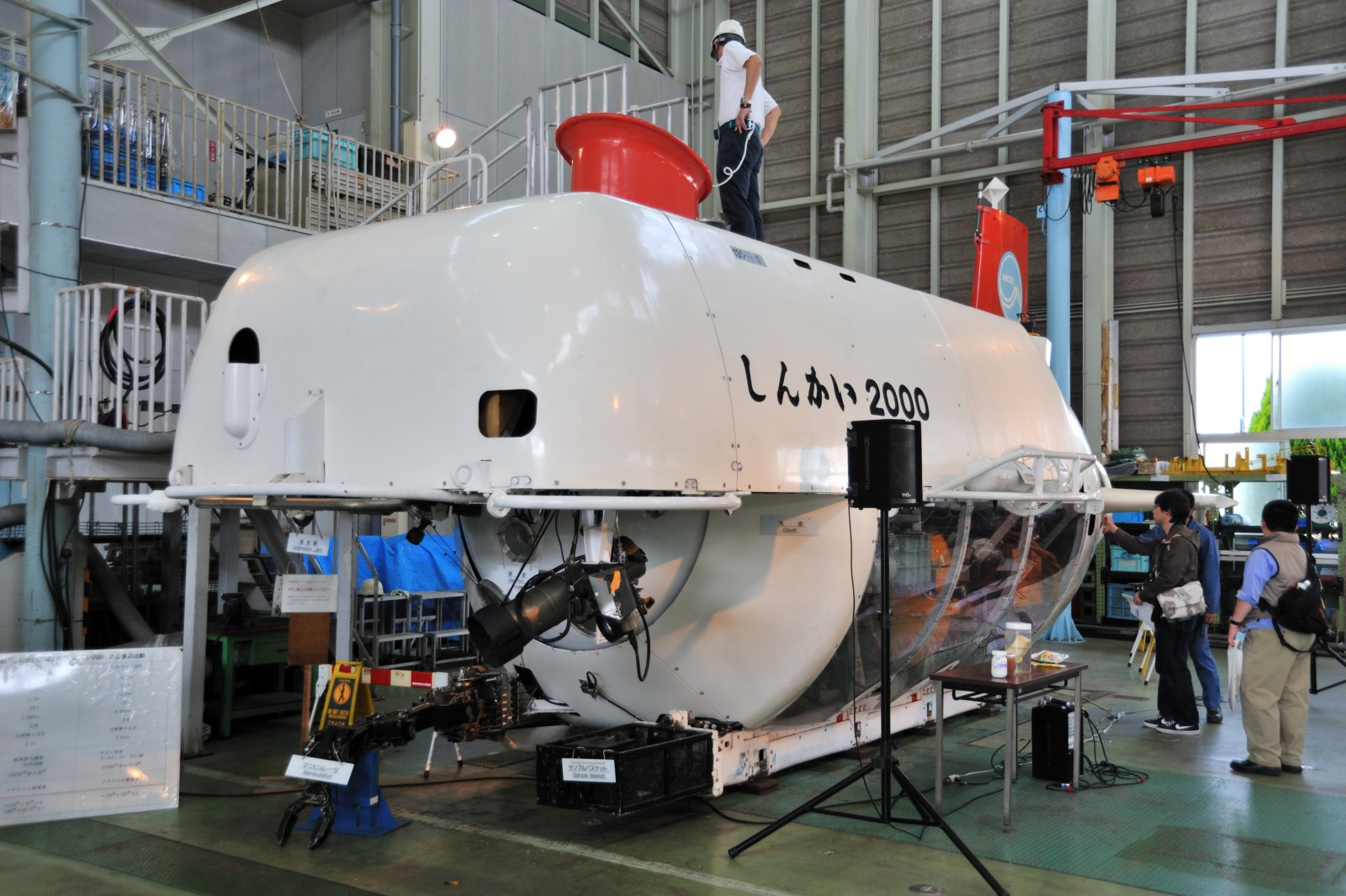
海神2000

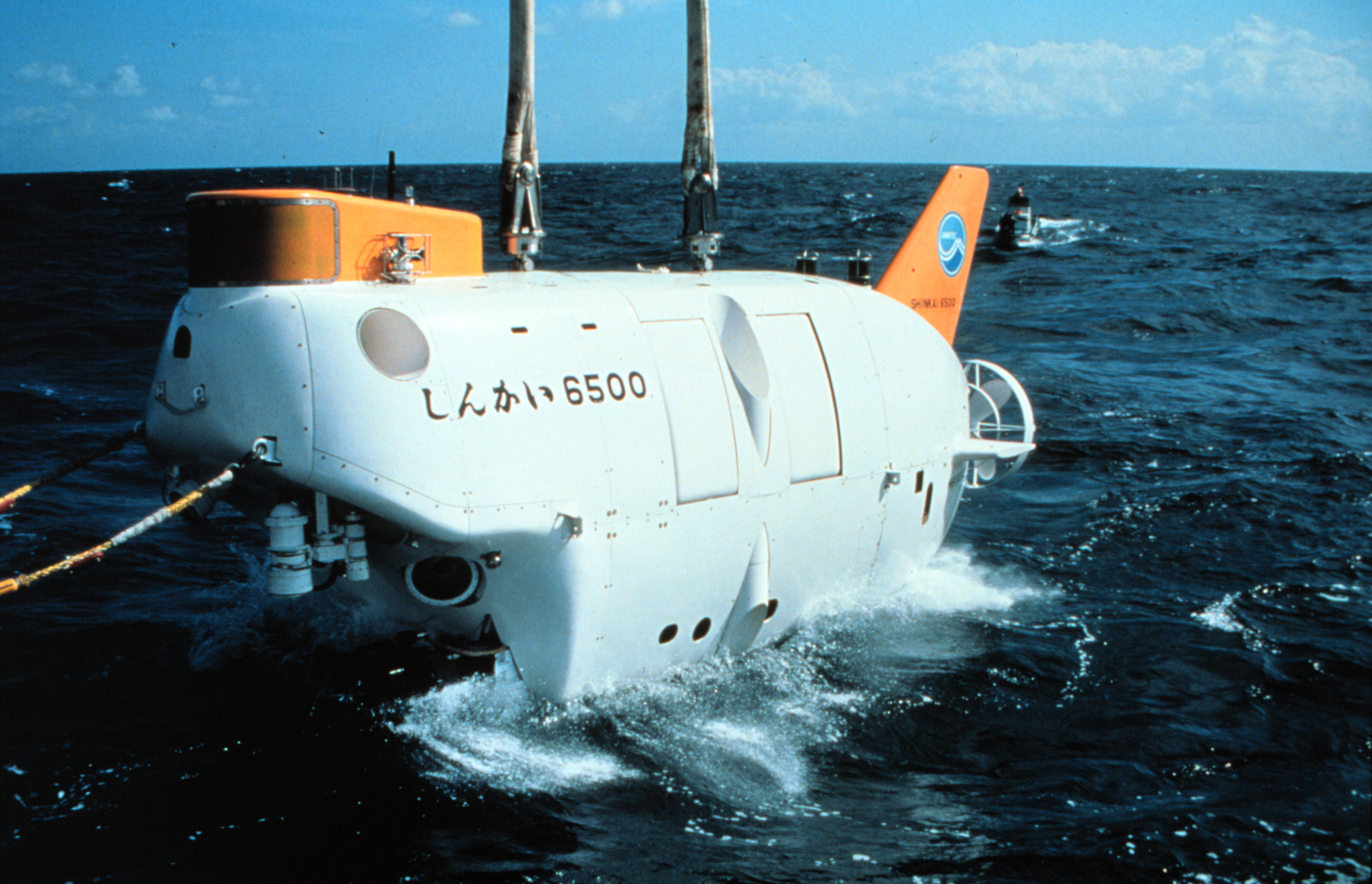
海神6500

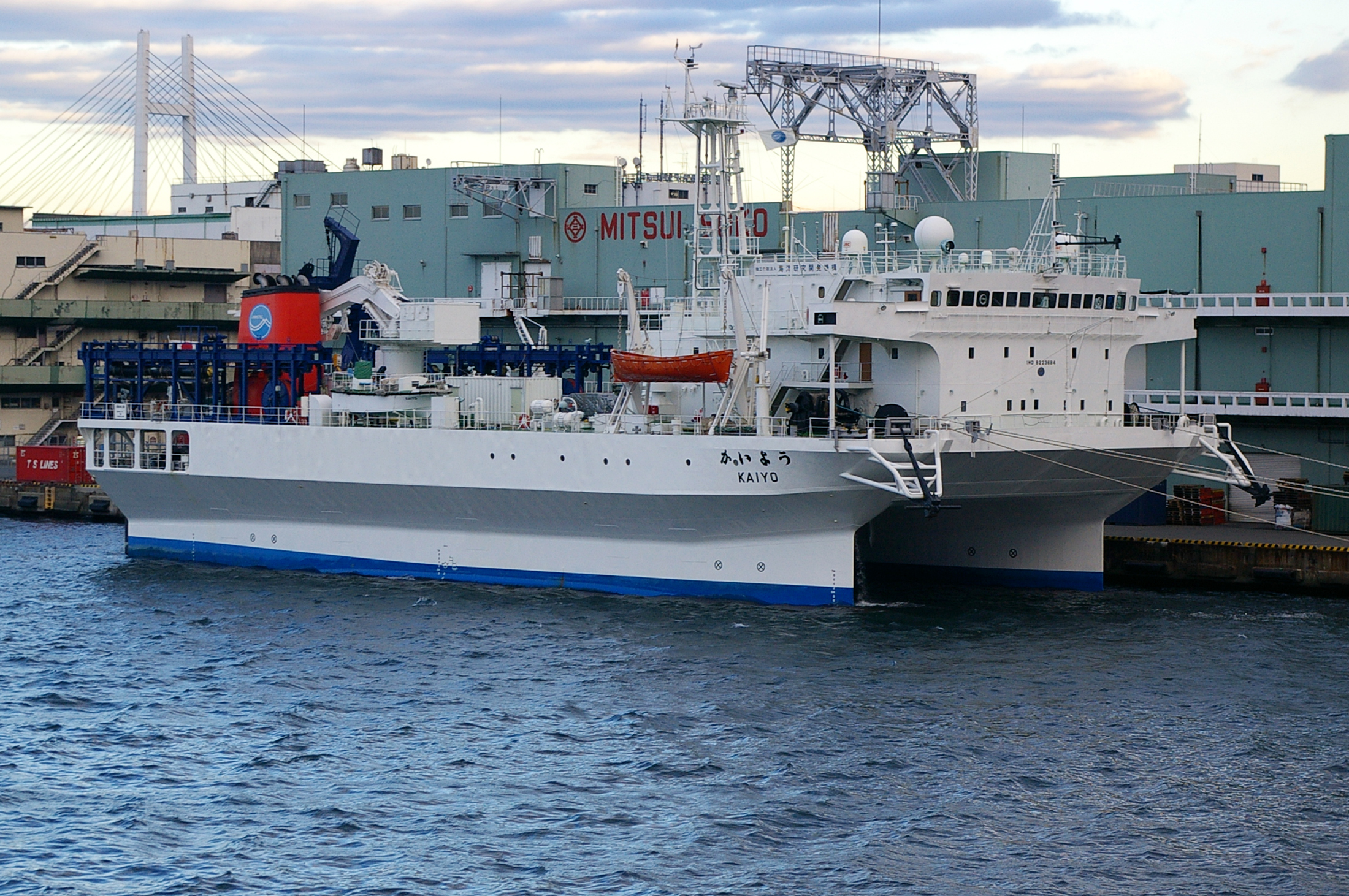
海洋調査船かいよう

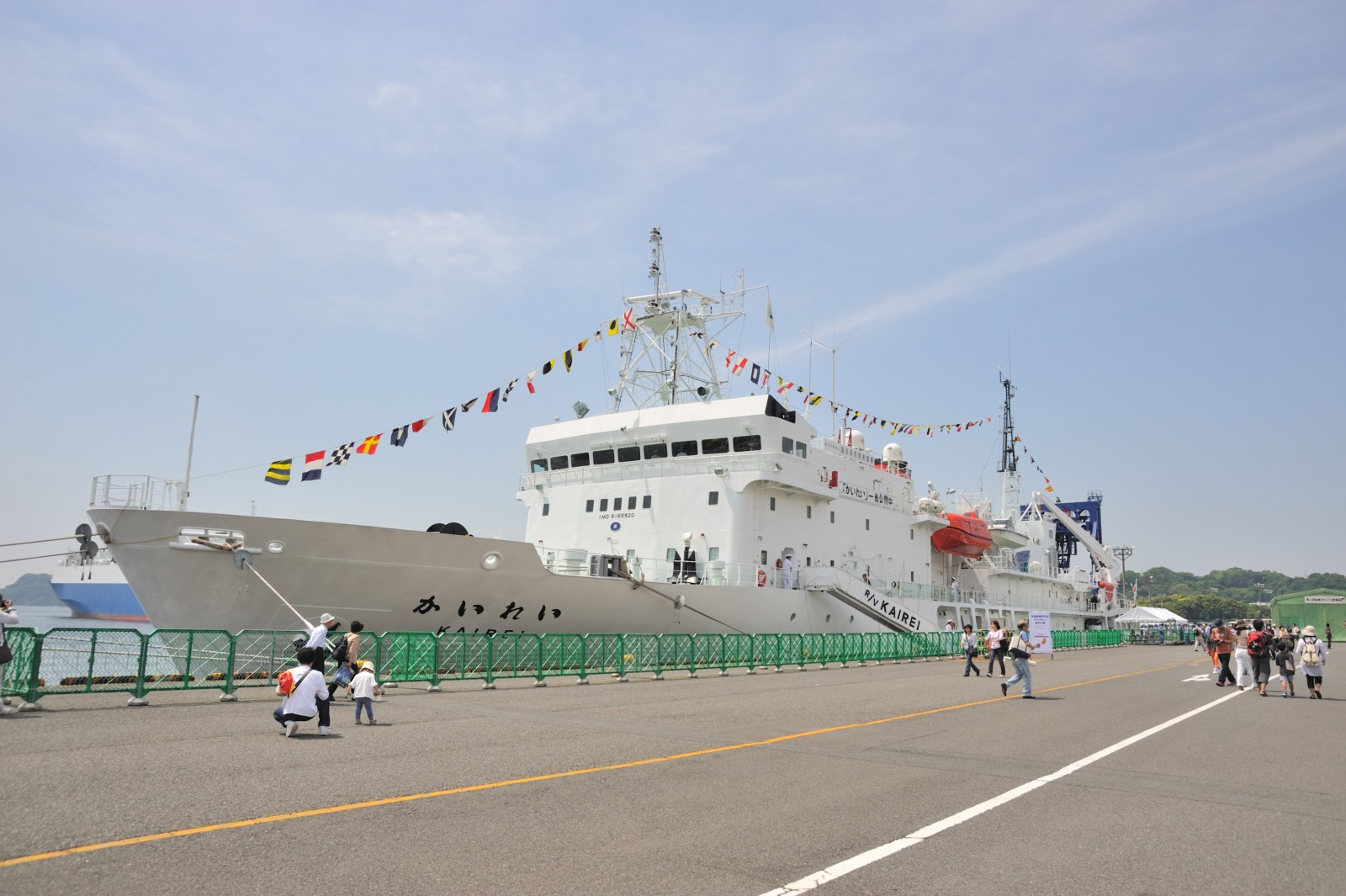
海洋調査船かいれい

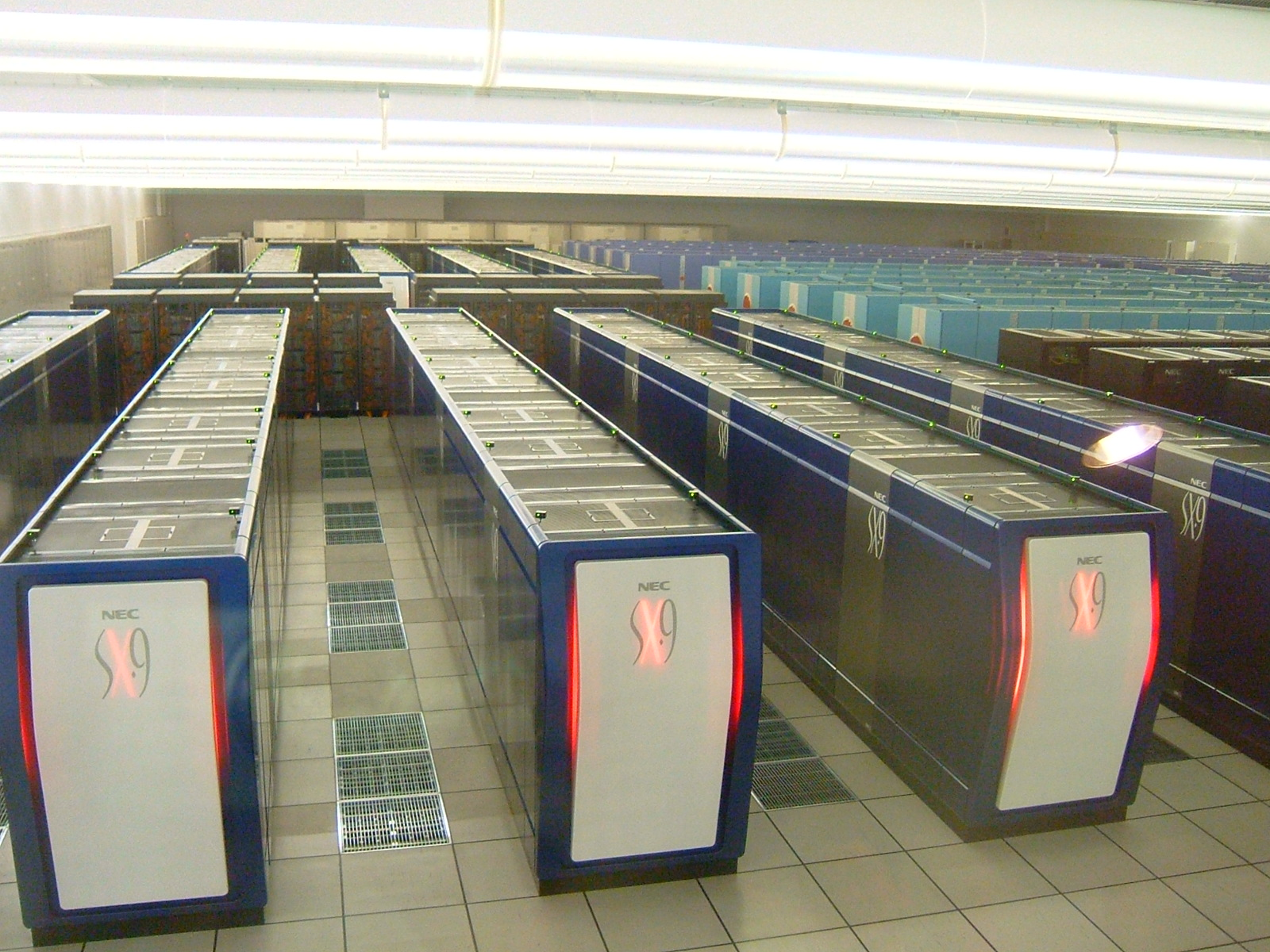
地球模拟器

国立研究开发法人海洋研究开发机构（日语：国立研究開発法人海洋研究開発機構），是日本文部科学省管辖的国立研究开发法人。英文简称为JAMSTEC。除了现有的调查船及潜水船等之外，2004年独立行政法人化时，又移管了东京大学海洋研究所的调查船，进行海洋、大陆架、深海的观测研究。此外，还使用地球模拟器等超级计算机，进行气候变化、地震等相关的模拟研究。
1971年10月1日，海洋科学技术中心作为认可法人设立。2004年4月1日，海洋科学技术中心解散，同时独立行政法人海洋研究开发机构设立。
2015年4月，独立行政法人海洋研究開发機構名称变更为“国立研究開发法人海洋研究開发機構”。

## 概要
研究所是为海洋研究开发及地球物理学研究开发而设置。从日本最初的深海潜水艇的开发开始，为了推进国际地球观测项目，开发研究船等。同时，为难以长时间载人勘探的海沟勘探开发了无人探测器等。该机构的超级计算机“地球模拟器”，运算能力曾位居世界第一，该超级计算机主要用于大陆架存在的甲烷水合物·海底热水矿床、石油、天然气等资源勘探。
在东宝株式会社2006年制作的电影《日本沉没》中，使用了本研究开发机构的器材。另外，在NHK与BBC共同制作的纪录片《行星地球》中，节目领航员绪形拳进行深海报告的时候等，也使用了此机构的深海探查艇。

## 组织
以下记述的内容截止至2011年4月。
- 地球环境变动领域
- 地球内部动力学领域
- 海洋·极限环境生物圏领域
- 领先项目
- 实验室系统
- 陆奥研究所
- 高知岩心研究所
- 研究支援部
- 海洋工程中心
- 地球模拟器中心-曾经世界最快的大型计算机“地球模拟器”的管理运营
- 地球情报研究中心
- 地球深部探查中心-地球深部探查船相关
- 事业推进部
- 经营企画室
- 总务部
- 经理部
- 安全・环境管理室
- 审计室

### 事業所
- 横须贺本部（神奈川县横须贺市夏岛）
- 横滨研究所（神奈川县横滨市金泽区昭和町）
- 陆奥研究所（青森县陆奥市关根、关根滨港）
- 高知核心研究所（高知县南国市物部，高知大学物部校园内）
- 国际海洋环境信息中心（GODAC）
- 东京事务所

## 操作船等
船舶的航运、管理业务委托给民间企业。
- 地球深部探査船「地球」
- 海洋地球研究船「みらい」
- 深海調査研究船「かいれい」
- 深海潜水調査船支援母船「よこすか」
- 海洋調査船「かいよう」
- 海洋調査船「なつしま」
- 海底广域研究船「かいめい」
- 学術研究船「白鳳丸」
- 学術研究船「淡青丸」
- 東北海洋生态系统調査研究船「新青丸」
- 有人潜水調査船「しんかい2000」「しんかい6500」（开发设想阶段「しんかい12000」）
- 自主型深海巡航探测器「うらしま」
- 遥控潜水器（ROV）「かいこう」「かいこう7000-II」「かいこう Mk-IV」「ドルフィン-3K」「ハイパードルフィン」
- 自主型深海巡航无人探测器「じんべい」
- 深海探测器「おとひめ」
- 自主型深海巡航无人探测器「ゆめいるか」
- 高精度微研磨机「GEOMILL326」- 与岛根大学共同开发，可对岩石样品进行微米单位的机械切削

## 关联項目
- 地球模拟器
- H-IIロケット8号機 - 发射失败于太平洋淹没后，由JAMSTEC引擎搜索、发现[3]

## 脚注
1. ↑  . 海洋研究開発機構. 2006-07-14  [2012-02-10]. （原始内容存档于2012-02-10）.
2. ↑  . 日本放送協会. 2007-02-11  [2012-02-10]. （原始内容存档于2012-12-26）.
3. ↑  . 宇宙航空研究開発機構. 2009  [2012-02-10]. （原始内容存档于2014-02-01）.